# عنبر كشمير

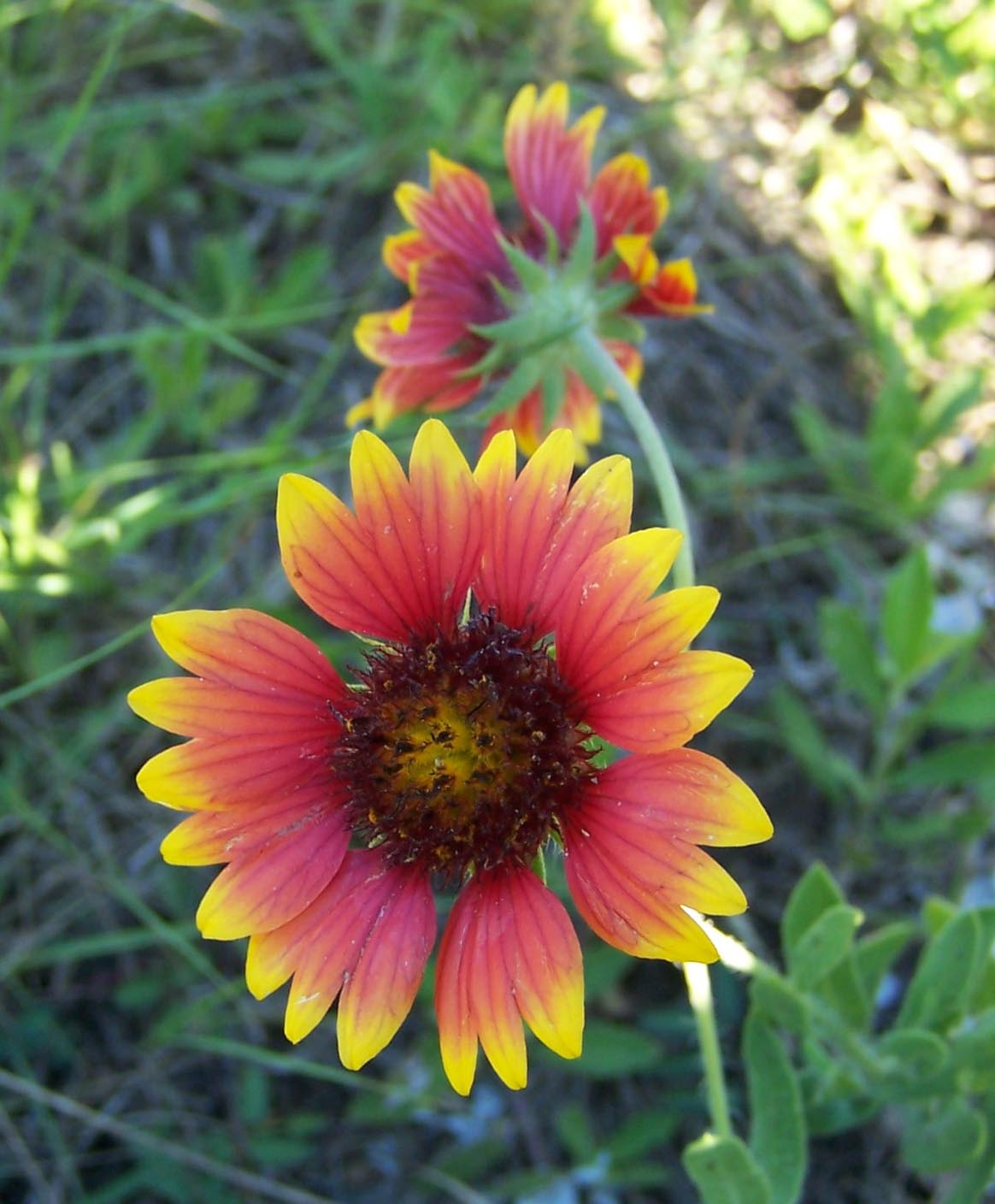

عنبر كشمير (الاسم العلمي: Gaillardia  pulchella)، هو نبات ينتمي إلى نجمية (فصيلة: Asteraceae).